# Domenico Toschi
Domenico Toschi (né le 11 juin 1535 à Castellarano, dans la province de Reggio d'Émilie et mort le 26 mars 1620 à Rome) est un cardinal italien du XVIe siècle et du début du XVIIe siècle.

## Biographie
Domenico Toschi est chanoine du chapitre de Reggio d'Émilie et se rend plus tard à Rome et y exerce diverses fonctions au sein de la Curie romaine, notamment comme référendaire au tribunal suprême de la Signature apostolique, gouverneur de Bologne et auditeur de la consulta sacrée. Il est nommé évêque de Tivoli en 1595.
Le pape Clément VIII le crée cardinal lors du consistoire du 3 mars 1599. Il renonce au gouvernement de son diocèse en 1606 et devient encore camerlingue du Sacré Collège en 1616-1617. 
Le cardinal Toschi participe aux deux conclaves de 1605 (élections de Léon XI et de Paul V).

## Sources
- Fiche du cardinal sur le site fiu.edu